# Штонда, Тарас Борисович
Тара́с Бори́сович Што́нда (род. 1 декабря 1966, Киев, СССР) — украинский оперный певец (бас-баритон), солист Национальной оперы Украины, приглашённый солист Большого театра, народный артист Украины (2008).

## Биография
В 1993 году окончил Киевскую консерваторию им. П. Чайковского. C 1992 года — солист Национальной оперы Украины. С 2002 года выступает в Большом театре как приглашённый солист.
В 2006 году снялся в фильме-опере «Запорожец за Дунаем» (по опере С. Гулака-Артемовского, режиссёры Н. Засеев-Руденко, О. Ковалева).

## Награды и премии
- Лауреат Международного конкурса имени М. И. Глинки (Алма-Ата)
- Лауреат Международного конкурса имени Ивана Паторжинского (Луганск, 1 премия)
- Лауреат Международного конкурса имени Ивана Алчевского (Харьков, 1 премия)
- 1996 год — Лауреат Международного конкурса имени Хулиана Гаярре (Памплона, 3 премия)
- 1996 год — дипломант международного конкурса певцов в г. Бильбао
- 1997 год — Лауреат Международного конкурса имени Марии Каллас (Афины, 1 премия)
- 1997 год — Лауреат Международного конкурса имени Франсиско Виньяса (Барселона, 2 премия)
- 1999 год — Заслуженный артист Украины[1]
- 2000 год — Лауреат Международного конкурса имени Бюльбюля (Баку, 2 премия)
- 2001 год — Лауреат Международного конкурса имени Георгия Свиридова (Курск, 1 премия)
- 2001 год — Лауреат Конкурса конкурсов XIV Собиновского музыкального фестиваля (Саратов)
- 2008 год — Народный артист Украины[2]
- 2016 год — Орден «За заслуги» ІІІ степени[3]

## Дискография
- 2004 — «Руслан и Людмила», дирижёр Александр Ведерников (Руслан)
- 2005 — Д. Шостакович. Симфония № 13, дирижёр Роман Кофман
- 2006 — Д. Шостакович. Симфония № 14, дирижёр Роман Кофман